# 宏济堂中医药文化旅游景区
济南市宏济堂中医药文化旅游景区，位于中国山东省济南市历城区经十东路30766号力诺科技园内的一座中医药文化主题养生旅游度假区，国家AAAA级旅游景区，由山东宏济堂制药集团股份有限公司投资建设。

## 历史
1907年，宏济堂成立，是山东中药商铺的典型代表。1955年，宏济堂进行公私合营改造，成为公私合营宏济堂药厂。1960年3月，公私合营宏济堂药厂与永昌制药厂、艮一堂制药厂、济南阿胶厂等30多家药厂合并为“济南公私合营宏济制药厂”。1966年9月，宏济堂制药厂改名为济南人民制药厂。1980年4月，济南人民制药厂改名为山东济南中药厂。1999年3月，山东济南中药厂改制为济南神方中药有限责任公司。1999年7月，更名为济南宏济堂制药有限责任公司。2015年8月，更名为山东宏济堂制药集团股份有限公司。
2015年，宏济堂制药集团成立文旅子公司，专门运作宏济堂景区。2021年12月27日，济南市宏济堂中医药文化旅游景区被山东省文化和旅游厅公布为国家AAAA级旅游景区。此外，该景区还是首批山东省工业旅游示范基地、首批山东省中医药健康旅游示范基地、山东省科普教育基地、济南市思政课教育实践基地、山东大学留学生校外实践基地等，曾获评中国电视艺术交流协会影视创作基地、中国电视艺术交流协会常务理事单位。

## 景观
该景区占地面积约1.3平方公里，景区内仿古建筑与自然景观，生产车间与文化设施相融合，集现代医药生产、中医药文化传播、健康养生休闲、工业观光旅游于一体。景区共有旅游观光与体验景点40余处，包括世界第一金锅、中医药文化浮雕墙、麝香酮生产基地等，园区种植有300余种名贵苗木，600余种中药材及绿化观赏苗木。
景区建筑均为明末清初建筑风格，包括文化广场、孔子广场、中医药文化墙、阿胶文化墙等中医药文化传承系列建筑，宏济堂博物馆、乐镜宇纪念馆、国医馆、宏济堂胶庄、九天贡胶坊、九龙九鼎药宫胶坊、巴拿马万国博览会置景、玉泉阁、听风阁、观雨亭等阁馆类建筑，养生堂、智慧颐养庄园等养生庄园，百草园、玉泉井、玉泉湖等生态景观。生产车间则包括九天贡胶坊、麝香酮车间、中成药制剂车间，中药配方颗粒车间，中药饮片车间等。

### 山东宏济堂博物馆
2014年，山东宏济堂博物馆成立，是一座中医药专题博物馆，属于民办非企业。该馆位于山东省济南市历城区经十东路30766号力诺科技园内，业务范围为中医中药文化、宏济堂历史等文化藏品和中医药动植物标本等藏品的收藏、陈列、展览；青少年中医药科普基地建设；中医药知识社会教育窗口建设。该馆的总建筑面积2500平方米，设300平方米展厅，藏有文物512件（套），涵盖1923年《宏济堂药目》、清代《正人明堂图》等中医药文化展品，以及1915年宏济堂获得的巴拿马万国博览会金牌等。
博物馆序厅的天花板为纯铜打造的百兽图，地砖则为纯铜打造的百草图，中央矗立的是神农氏炎帝。共设有7个展厅，包括神农展厅、宏济艺苑、藏书阁、大宅门茶社以及地下“金屋藏胶”等。

### 浮雕墙
中医药文化浮雕墙长约456米、总面积1669平米，矗立在宏济堂博物馆周围，浮雕内容涵括中医药文化发展史、历代中医药名人及主要思想、宏济堂创业历史及医药文化等。该墙是世界上最长的以中医药为题材的文化雕塑墙。

### 巴拿马置景
1915年，宏济堂阿胶获得巴拿马万国博览会最优等金牌。景区内的“巴拿马万国博览会置景”复原了当年的颁奖现场原貌，颁奖场景的青色窗户、蓝色雕花玻璃、镀金欧式灯具等都被复原，成为游客网红打卡地。

### 世界第一金锅
景区内有一口使用36公斤纯金打造的“世界第一金锅”，直径1.17米、高0.43米，经过压饼、去杂质、切片、锻打、淬火、焊接等程序造就，被宏济堂用于熬制高等级阿胶。

### 智慧中药房
2020年9月，宏济堂中医药产业园中设立宏济堂智慧中药房，采用区块链与互联网技术，实现调剂、浸泡自动化，单日可接方调剂5000方。在智慧中药房内，开方、配药、煎药、配送全程可追溯，生产流程证据链可视，饮片调剂精准度高，实现了处方多剂型个性化加工，饮片质量体系可追溯。“人工麝香研制及其产业化”项目曾获得2015年度国家科技进步一等奖。

### 玉泉湖
玉泉湖是园区内的一处人工湖，是同比例缩小的济南大明湖。依托力诺集团的太阳能技术，该湖的大型水车景观同园区内所有路灯一样均是依靠太阳能运作。

## 参观游览
景区的参观时间为每日9:00-17:00，散客无需预约，团队（10人及以上）需提前24小时预约。公交汽车可以乘坐305、306、303、136、311、300路公交车在力诺科技园站下车。景区公共服务配套设施包括分时预约系统、游客服务中心、停车场、3A级旅游厕所等，餐饮设施可同时容纳1600人用餐，景区日最大承载量可达1万人次。
为推动传统中医药与旅游融合，强化景区的中医药文化主题，宏济堂举办有祭孔大典、太阳文化节、阿胶文化节、健康养生节等节事活动。景区特色伴手礼包括健康折扇、手绘地图、手工琉璃、健康香囊等。游客们在景区内可以近距离观看中药炮制技艺，种植采摘中药材，体验熬制阿胶，定制琉璃工艺品等，体验“六疗养生”项目，参与阿胶文化节、取圣水圣火、祭孔大典等文化旅游活动。
| 特色         | 旅游路线                                                                             | 參考   |
| ------------ | ------------------------------------------------------------------------------------ | ------ |
| 参观生产制造 | 阿胶二厂—阿胶办公楼—力诺展览馆—制剂车间—提取车间—麝香酮车间—宏济堂胶庄—宏济堂博物馆  | [ 11 ] |
| 参观传统文化 | 孔子广场—宏济堂文化浮雕墙—乐镜宇纪念馆—宏济堂博物馆—宏济堂胶庄—文化广场              | [ 11 ] |
| 参观科普教育 | 力诺展览馆—文化广场—药用植物园—宏济堂研究院—宏济堂博物馆—宏济堂文化长廊—宏济堂中医院 | [ 11 ] |
| 参观自然风光 | 力诺展览馆—孔子广场—玉泉湖—药用植物园—文化广场                                       | [ 11 ] |